# Erocha irrorata
Erocha irrorata là một loài bướm đêm trong họ Noctuidae.